# Christer Fjellstad
Christer Fjellstad (Skien, 26 gennaio 1984) è un calciatore norvegese, difensore dell'Halsen.

## Carriera

### Club
Fjellstad debuttò nella 1. divisjon con la maglia del Pors Grenland. Il 12 aprile 2004, infatti, fu titolare nella sconfitta per 4-0 sul campo dello Start. Il 29 agosto dello stesso anno, arrivarono le prime reti: fu infatti autore di una doppietta che contribuì al successo per 3-1 sullo Skeid.
Nel 2008 passò al Notodden, per cui giocò il primo incontro il 6 aprile, quando fu titolare nella sconfitta per 3-1 contro lo Haugesund, dove però andò a segno. Il 22 dicembre 2009 fu reso noto il suo trasferimento al Bryne.
Esordì in squadra il 5 aprile 2010, nel pareggio a reti inviolate contro il Follo. Il 6 giugno segnò il primo gol, nel 5-1 inflitto al Nybergsund-Trysil. Il 7 novembre 2011 fu reso noto il suo passaggio proprio al Nybergsund-Trysil. Nel 2013, fu ingaggiato dal Fram Larvik.